# Sylvie-Catherine Beaudoin
Pour les articles homonymes, voir Beaudoin.
Sylvie-Catherine Beaudoin est une actrice canadienne.

## Filmographie
- 1987 : Le Frère André
- 1988 : Onzième spéciale
- 1988: La peau et les os: Jeanne
- 1989 : Trois pommes à côté du sommeil : L'oculiste
- 1990 : Pas de répit pour Mélanie : La mère de la fillette blonde
- 1991 : L'Empire des lumières
- 1992 : Bombardier (TV) : Yvonne
- 1993 : Zap (TV)
- 1994 : Si belles : Carole
- 1994 : Les grands procès (TV) : Mme Hamel
- 1996 : Le Retour (TV) : Catherine Landry
- 1998 : Réseaux (TV) : Josette
- 1999 : Le Marchand de sable
- 2002 : Les Poupées Russes (TV) : Ginette Dubé
- 2006 : Vice caché (TV) : cliente au restaurant
- 2013 : Mémoires vives (TV) : Marie-France Létourneau
- 2017 : L'Heure bleue (TV) : Carole Tousignant